# Одрейн (округ)
Округ Одрейн (англ. Audrain County) — округ штата Миссури, США. Население округа на 2010 год составляло 25 529 человек. Административный центр округа — город Мексико.

## История
Округ Одрейн основан в 1831 году.

## География
Округ занимает площадь 1794.9 км2.

## Демография
Согласно оценке Бюро переписи населения США, в округе Одрейн в 2010 году проживало 25 529 человек. Плотность населения составляла 14,2 человек на квадратный километр.